# Bremer Hütte (Ilsenburg)

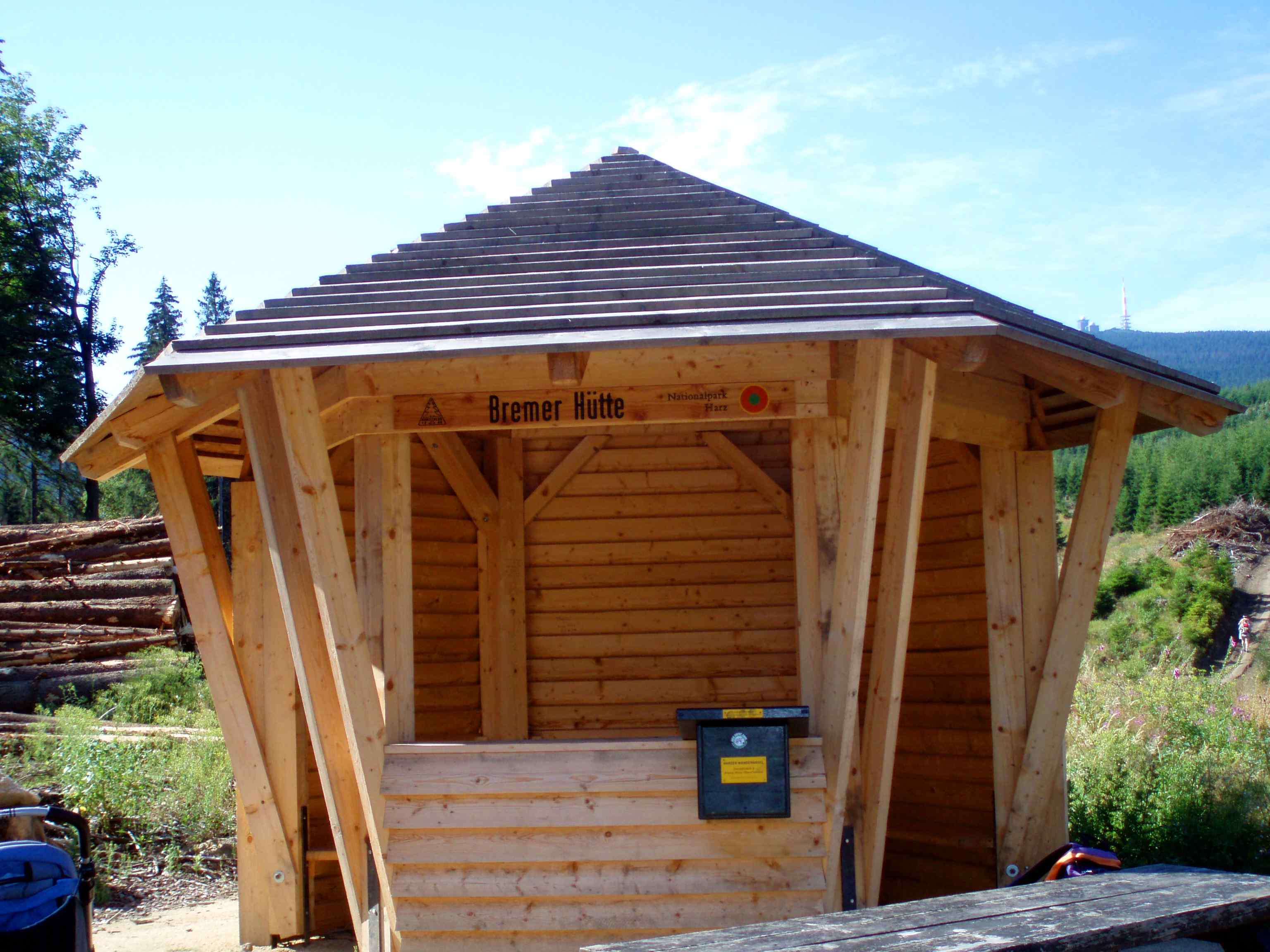
Bremer Hütte mit Brocken (hinten)

Die Bremer Hütte im Harz ist eine Schutzhütte im zum Stadtgebiet von Ilsenburg gehörenden Teil des Nationalparks Harz im Landkreis Harz in Sachsen-Anhalt.

## Geographische Lage
Die Bremer Hütte befindet sich im Hochharz im Nationalpark Harz. Sie steht im Ilsetal an den oberen Ilsefällen etwa auf halber Luftlinie zwischen der am Nordharzrand gelegenen Kernstadt von Ilsenburg im Nordnordosten und dem Brocken (1141,1 m ü. NHN) (höchster Berg des Harzes) im Südsüdwesten sowie dem Scharfenstein (697,6 m) im Westen und dem Waldgasthaus Plessenburg (ca. 542 m) im Osten. Ihr Standort liegt auf etwa 530 m Höhe.

## Geschichte
Die erste Bremer Hütte, die unterschiedlichen Angaben zufolge etwa 30 bis 50 m unterhalb der heutigen Hütte – talabwärts auf dem Hang zur Ilse – stand, wurde im ausgehenden 19. Jahrhundert von Wanderfreunden aus der Hansestadt Bremen aufgestellt. Nachdem diese Hütte durch einen Sturm zerstört worden war, wurde 2008 die derzeitige Hütte errichtet.

## Wandern

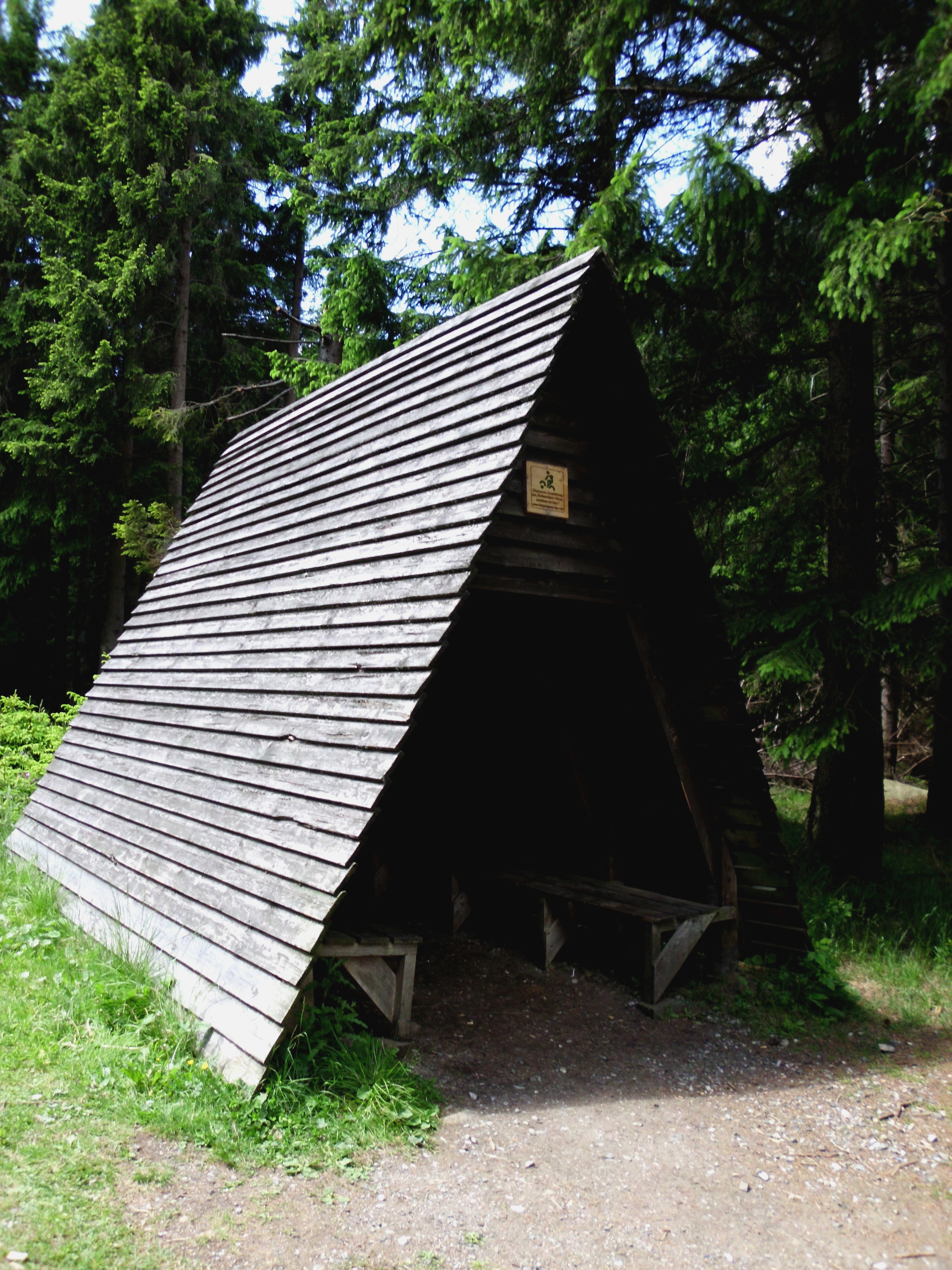
Schutzhütte Stempelsbuche

Vorbei an der Bremer Hütte führt der Heinrich-Heine-Wanderweg, auf dem man von Ilsenburg kommend im Nationalpark Harz zum Brocken wandern kann (siehe hierzu Abschnitt Wandern des Artikels Kleiner Brocken). Die Hütte ist mit den Oberen Ilsefällen als Nr. 6 in das System der Stempelstellen der Harzer Wandernadel einbezogen.
Direkt nordöstlich eines 1,1 km südsüdwestlich der Bremer Hütte am Ilse-Zufluss Keelbeck gelegenen Wegabzweigs (637,7 m; ⊙) stand früher mit der Stempelsbuche eine einst prächtige Buche, von der nur noch der Baumstumpf erhalten ist; nebenan steht eine kleine Schutzhütte. Der Stumpf ist als Nr. 8 in das System der Stempelstellen der Harzer Wandernadel einbezogen.